# Radomír Kolář

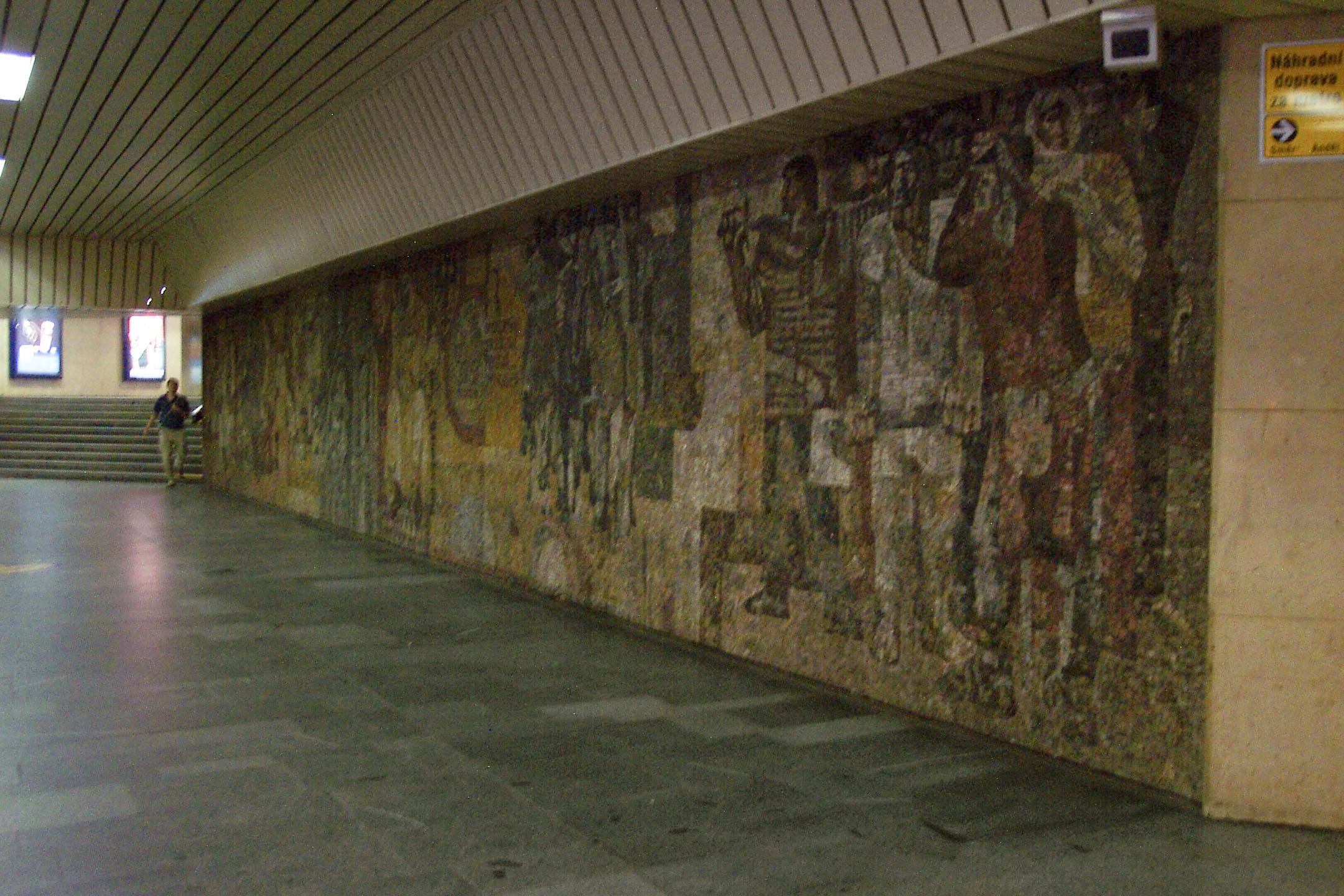
Jeden z Kolářových monumentálních projektů, mozaika ve vestibulu stanice metra Karlovo náměstí

Radomír Kolář (19. srpna 1924 Rakovník – 5. října 1993 Praha) byl český malíř, ilustrátor a výtvarný pedagog.

## Život
Nejprve začal malovat jako malířský autodidakt se základy kreslení od Rudolfa Pucholda na rakovnické reálce, po válce do roku 1950 studoval na AVU v Praze, nejprve u Vratislava Nechleby, ale záhy přešel k Miloslavu Holému. Poté na akademii zůstal až do roku 1964, kdy odešel do Armádního výtvarného studia. Mezitím také pracoval na ilustracích pro Mladou frontu. Později se pro období 1983–1989 vrátil na akademii (od roku 1985 učil jako profesor). Tvořil zejména obrazy koní a jiných zvířat, významnou roli také tvořila monumentální tvorba s tematikou bojů československé armády, husitství apod., mezi velké projekty patřil zejména gobelín pro Federální shromáždění, případně mozaika pro Národní památník na Vítkově nebo rozměrná mozaika pro bývalý dům sovětských důstojníků ze 70. let 20. století (nyní kulturní dům) v Milovicích.
V roce 1978 se stal zasloužilým a v roce 1985 národním umělcem.

## Ocenění
- 1977 – Státní cena Klementa Gottwalda
- 1978 – zasloužilý umělec
- 1983 – Státní cena Klementa Gottwalda
- 1985 – národní umělec[2]